# Phragmatobia alpicola
Phragmatobia alpicola är en fjärilsart som beskrevs av Daniel 1943. Phragmatobia alpicola ingår i släktet Phragmatobia och familjen björnspinnare. Inga underarter finns listade i Catalogue of Life.